# Burg Gutenzell
Die Burg Gutenzell ist eine abgegangene Höhenburg auf 578 m ü. NN 1400 Meter nördlich in Ecklage über dem Tal der Rot bei der Gemeinde Gutenzell-Hürbel im Ortsteil Gottesackerkapelle im Landkreis Biberach in Baden-Württemberg.

## Beschreibung
Die Burg wurde vermutlich im 12. Jahrhundert von den Herren von Schlüsselburg erbaut und ist um 1369 abgebrannt. Von der ehemaligen rechteckigen Burganlage mit Wallgräben auf den Bergseiten sind nur noch Reste der Gräben zu sehen.

## Heutige Nutzung
Die Burganlage ist heute der Friedhof der Gemeinde Gutenzell. Der Friedhof ist von einer Mauer umgeben. Innerhalb des Friedhofs befindet sich die Gottesackerkapelle zum Heiligen Kreuz, ein Beinhaus, Gefallenendenkmale und eine Leichenhalle.